# Đồn Môn
Đồn Môn (tiếng Trung: 屯門區; bính âm: Túnmén Qū) là một trong 18 quận của Hồng Kông. Quận là khu vực cực tây trên lục địa của Hồng Kông cách Bán đảo Cửu Long khoảng 32 km, 7 km tây nam Nguyên Lãng và 18 km phía tây Thuyền Loan. Dân số của quận vào năm 2001 là 488.831 người. Một số khu vực trong quận thuộc Đô thị mới Đồn Môn, bao gồm một trong những khu vực dân cư lớn nhất tại Tân Giới. Đây là quận có dân trí thấp thứ hai tại đặc khu.